# 左江道
左江道，清朝设置的道，属于广西省。
康熙八年（1669年）设分巡左江道，驻南宁府，下辖南宁府、浔州府、太平府。雍正四年（1726年），为按察使司副使衔。雍正十年（1732年），镇安府从右江道来属，乾隆九年（1744年），泗城府从右江道来属，浔州府属右江道。乾隆二十一年（1756年），加兵备衔。光绪四年（1878年），百色厅从右江道来属。光绪十三年（1887年），太平府属太平归順道。光绪十八年（1892年），郁林州从桂平梧鬱道来属。民国改为邕南道、田南道。